# Пецки (гмина)
Пецки (пол. Piecki) — сельская гмина (волость) в Польше, входит как административная единица в Мронговский повет, Варминьско-Мазурское воеводство. Население — 8034 человека (на 2006 год).

## Демография
| Перепись                       | Всего   | Всего | Женщины | Женщины | Мужчины | Мужчины |
| ------------------------------ | ------- | ----- | ------- | ------- | ------- | ------- |
| Единицы                        | человек | %     | человек | %       | человек | %       |
| Население                      | 7765    | 100   | 3890    | 50,1    | 3875    | 49,9    |
| Плотность населения (чел./км²) | 24,7    | 24,7  | 12,4    | 12,4    | 12,3    | 12,3    |

## Сельские округа
1. Бабента
2. Бобрувко
3. Брейдыны
4. Цежпенты
5. Длужец
6. Добры-Лясек
7. Гант
8. Глогно
9. Голень
10. Якубово
11. Крутынь
12. Крутыньски-Пецек
13. Липово
14. Махары
15. Мойтыны
16. Навяды
17. Нове-Келбонки
18. Пецки
19. Прусиново
20. Росоха
21. Старе-Келбонки
22. Шклярня
23. Згон
24. Зыздроёвы-Пецек

## Соседние гмины
1. Гмина Дзвежуты
2. Гмина Миколайки
3. Гмина Мронгово
4. Гмина Ручане-Нида
5. Гмина Сорквиты
6. Гмина Свентайно